# Lookalike Peaks
Lookalike Peaks är en bergstopp i Antarktis. Den ligger i Västantarktis. Argentina, Chile och Storbritannien gör anspråk på området. Toppen på Lookalike Peaks är 432 meter över havet.
Terrängen runt Lookalike Peaks är kuperad. Trakten är glest befolkad. Närmaste befolkade plats är Mendel Polar Station, 16,3 kilometer norr om Lookalike Peaks. 